# Уикенд (фильм, 2011)
«Уикенд» (англ. Weekend) — фильм британского режиссёра Эндрю Хэй, короткая история отношений двух мужчин, которые случайно встретились в баре и провели вместе 48 часов.

## Сюжет
Однажды в пятницу после вечеринки с друзьями Рассел отправляется в гей-клуб в Ноттингеме и встречает там Глена. На следующее утро Глен расспрашивает Рассела о событиях предыдущей ночи, о том что случилось, когда они встретились в клубе. Глен записывает ответы на диктофон, объясняя, что интервью ему необходимо для арт-проекта о гей-сексе и нежелании общества обсуждать эту тему. 
Следующие нескольких дней Глен и Рассел проводят вместе, разговаривают, курят травку и занимаются сексом. 
Глен не ждёт от этой встречи ничего особенного, он уже имеет неудачный опыт отношений и не верит в любовь. Кроме того, ему пора отправляться в США, откуда он уже не вернётся. Рассел — довольно замкнутый человек, он провёл детство в приемных семьях и не знает, кто его настоящие родители. Рассел хоть и является открытым геем, всё же старается лишний раз эту тему не обсуждать даже со своими друзьями. Он пытается убедить Глена, что в отношениях между людьми может быть нечто большее, чем просто хороший секс, а Глен учит Рассела, что не нужно бояться открыто демонстрировать гомосексуальность. Мужчины ещё не знают, что эти выходные изменят их жизнь.

## В ролях
- Том Каллен — Рассел
- Крис Нью — Глен
- Джонатан Рейс — Джейми
- Лора Фриман — Джилл
- Лоретто Мюррей — Кэти
- Джонатан Райт — Джонни
- Сара Чарм — Хелен

## Отзывы
Фильм был хорошо встречен критиками. На сайте Rotten Tomatoes 95% критиков (из 59 рецензентов) дали картине положительную оценку со средним баллом 7.8 из 10 возможных.
Выдержка из обзора фильма в журнале Искусство кино:
В меру натуралистичный, откровенный и в то же время лишенный грубой сентиментальности, фильм Эндрю Хая – довольно редкий экземпляр: это история любви, кажущаяся вполне правдоподобной... Опытный монтажер Эндрю Хай оказался талантливым сценаристом и режиссёром: тщательно выписанные, живые, объемные персонажи с яркими характерами, блестяще сыгранные двумя молодыми актерами, а также профессиональная работа оператора Урсулы Понтикос - несомненные достоинства этой визуально органичной экспрессивной картины.

## Награды
Фильм получил следующие награды и призы:
- Приз зрителей на фестивале SXSW, 2011 год
- Приз большого жюри на кинофестивале Аутфест, 2011 год
- Премия Лондонского кружка кинокритиков, 2012 год
- Премия «Лучший на фестивале» кинофестиваля в Нешвилле, 2011 год
- Премия «MovieZone Award» на Международном кинофестивале в Роттердаме, 2012 год
- Приз зрительских симпатий на фестивале Фреймлайн, 2011 год